# 2006 BS284
2006 BS284 est un transneptunien de magnitude absolue 6,7. Son diamètre est estimé à 200 km.